# Banacek
Banacek est une série télévisée américaine en 17 épisodes dont un pilote de 90 minutes et seize épisodes de 70 minutes, diffusée entre le 20 mars 1972 et le 12 mars 1974 sur le réseau NBC.
En France, elle a été diffusée à partir du 4 janvier 1974 sur la première chaîne de l'ORTF, et au Québec à partir du 22 septembre 1975 à la Télévision de Radio-Canada dans Télé-Sélection.

## Synopsis
L'Américano-Polonais Thomas Banacek est un enquêteur privé qui travaille pour le compte de la Boston Insurance Company. Traquant les fraudeurs et trafiquants, l’homme déjoue des affaires criminelles qui lui permettent de mener grand train. Voiture avec chauffeur, cigares, jolies femmes : Banacek touche un pourcentage sur chaque affaire, suivant la valeur des objets retrouvés. Le gentleman cultive un goût certain pour la grande classe. Dans chaque épisode, on retrouve son chauffeur Jay Drury (Ralph Manza), et pour chaque enquête, il consulte son informateur, le bibliothécaire Felix Mulholland (Murray Matheson).

## Distribution
- George Peppard (VF : Jean-Claude Michel) : Thomas Banacek
- Ralph Manza (en) (VF : Pierre Trabaud) : Jay Drury
- Murray Matheson (VF : Jean-Henri Chambois) : Felix Mulholland
- Christine Belford : Carlie Kirkland
- Linden Chiles : Fennyman (saison 1) puis Henry DeWitt (saison 2) dans un rôle similaire

Les seconds rôles :
- Ed Nelson (VF : Raymond Loyer) : Geoff Holden
- Don Dubbins (VF : Henry Djanik) : Le shérif Jessup
- Russell Wiggins : Earl Lewis
- Victor Mohica (en) (VF : Serge Sauvion) : Joe Hawk
- Bill Vint (VF : Serge Lhorca) : Le shérif adjoint Bill Mackey
- Stefanie Powers (VF : Catherine Lafond) : Angie Ives
- Robert Webber (VF : Claude Joseph) : Jerry Brinkman
- John Brodie (VF : Joël Martineau) : Ritchie Mulligan
- Madlyn Rhue : Holly Allencamp
- Chuck Morrell (VF : Yves-Marie Maurin) : Hank Ives
- Conrad Janis (VF : Jean Roche) : Le technicien vidéo
- Joanna Pettet (VF : Martine Messager) : Christine Verdon
- William Windom (VF : Jacques Deschamps) : Harry Wexler
- Herb Edelman (VF : Henry Djanik) : Joe Taddenhurst
- Bert Convy (en) (VF : Daniel Gall) : Douglas Ruderman
- Percy Rodriguez (VF : Roland Ménard) : Faldor
- Peter Mark Richman (VF : Jacques Thébault) : Andy Cole
- Broderick Crawford (VF : Claude Bertrand) : Gilbert Deretzo
- Louise Sorel (VF : Francine Lainé) : Alicia Danato
- Gordon Pinsent (VF : Marc de Georgi) : John Weymouth
- Victor Jory (VF : Jean Violette) : Paul Andros
- Jack MacGowran (VF : René Bériard) : Michele Lanier
- Peter Donat : Robert Morgan
- Peter Brocco (VF : Louis Arbessier) : Le cardinal Joinville
- Margot Kidder : Linda Carsini
- Don Porter (VF : Michel Gatineau) : Arnold Leeland
- Don Keefer (VF : Philippe Dumat) : Albert Loomis
- Harvey Fisher (VF : Roger Crouzet) : Andrews
- William Bryant (en) (VF : Jacques Dechamps) : Frank Burns
- Russ Marin (en) (VF : Marc de Georgi) : Marvin Flanders
- Brenda Vaccaro (VF : Catherine Lafond) : Sharon Clark
- Kevin McCarthy (VF : Claude Joseph) : Allen Markham
- Roger C. Carmel : Oliver Garson
- Logan Ramsey (en) (VF : Roger Lumont) : Roland Garson
- Janis Paige : Lydia
- Pernell Roberts (VF : Daniel Gall) : Matthew Donniger
- John Finnegan (VF : Albert Augier) : Le lieutenant Hallohan
- David Wayne (VF : Louis Arbessier) : Walter Tyson
- Stella Stevens : Jill Hammond
- David Doyle (VF : William Sabatier) : Elliot
- Joel Fabiani : Arthur Woodward
- Richard Schaal (en) (VF : Roland Ménard) : Glassman
- George Lindsey (VF : Albert Augier) : Le lieutenant Bradshaw
- Michael Masters (VF : Jacques Deschamps) : Steve Crawford
- Ted Cassidy (VF : Michel Gatineau) : Jerry Crawford
- Penny Fuller : Gloria Hamilton
- Arch Johnson (VF : Jean Michaud) : Larry Casey
- Mike Farrell (VF : Daniel Gall) : Jason Trotter
- Lloyd Gough (VF : Louis Arbessier) : Alan Trotter
- David Spielberg (VF : Roger Crouzet) : Church
- Garry Walberg (VF : Jacques Deschamps) : Le lieutenant Warsaw
- George Murdock (VF : Georges Atlas) : Cavanaugh
- Jessica Walter (VF : Perrette Pradier) : Erica Osburn
- Andrew Duggan (VF : Jean Michaud) : Le capitaine Jack Osburn
- Wally Taylor (en) (VF : Georges Atlas) : Ed Spencer
- Gregory Sierra (VF : Serge Lhorca) : Norman Esposito
- William Schallert (VF : René Bériard) : Leo Osburn
- David White (VF : Henry Djanik) : W. Crawford Morgan
- Fredd Wayne (en) (VF : Jacques Deschamps) : Stein

## Épisodes

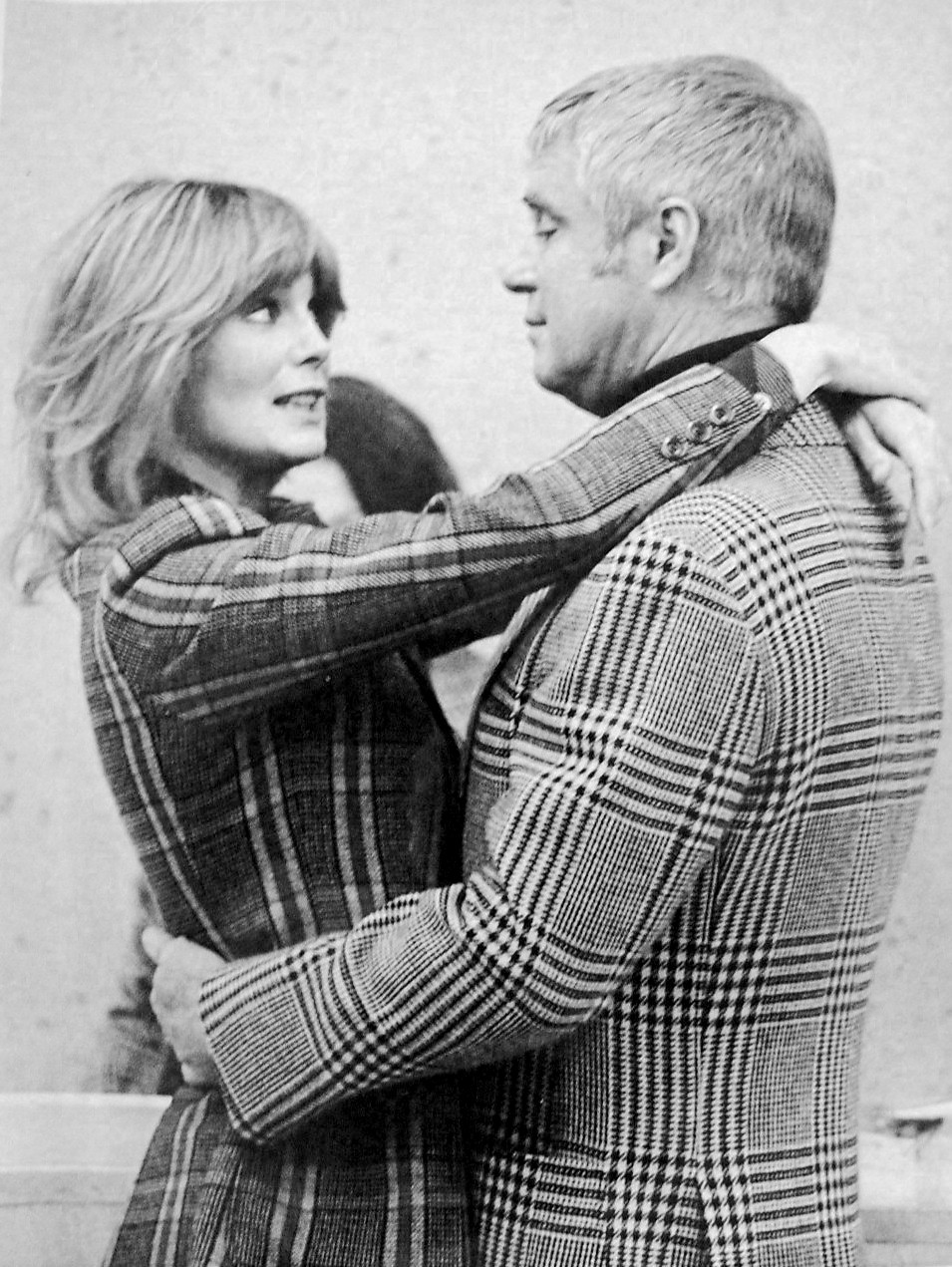
Linda Evans et George Peppard dans l'épisode
Rocket to Oblivion (1974).

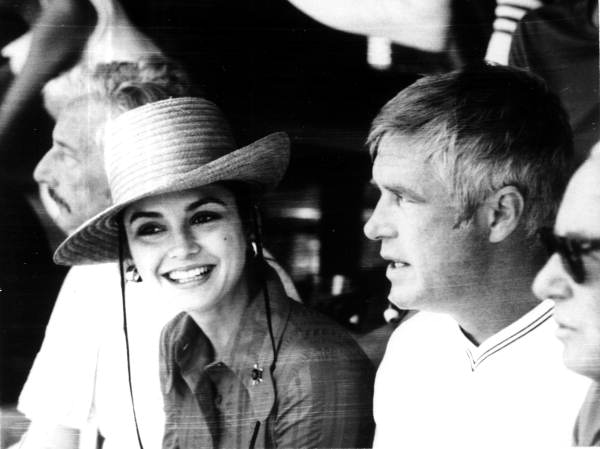
Victoria Principal et George Peppard à Fort Lauderdale (Floride) en marge du tournage de l'épisode Vol en plein vol (1974).

### Première saison (1972-1973)
1. Les Traces fantômes (Detour to Nowhere)
2. Escamotage (Let's Hear it for the Living Legend)
3. Projet Phénix (Project Phoenix)
4. La Croix de Madère (No Sign of the Cross)
5. Souffler n'est pas jouer (A Million the Hard way)
6. Pièces uniques et en double (To Steal a King)
7. Dix mille dollars la page (Ten Thousand Dollars a Page)
8. Une collection impressionnante (The Greatest Collection of Them All)
9. Sans issue (The Two Million Clams of Cap'n Jack)

### Deuxième saison (1973-1974)
1. L'Œuvre d'art (No Stone Unturned)
2. Max le magnifique (If Max Is so Smart, Why Doesn't He Tell Us Where He Is?)
3. Le Cas rosse du carrosse (The Three Million Dollar Piracy)
4. Le Calice de Darios (The Vanishing Chalice)
5. L'Étalon (Horse of a Slightly Different Color)
6. Rocket to Oblivion (épisode non-doublé)
7. Vol en plein vol (Fly Me, If You Can Find Me)
8. La Malle des Indes (Now You See Me, Now You Don't)

## Production et diffusion
- George Peppard avait au départ signé pour une série hebdomadaire d'épisodes d'une heure[5]. La série a été produite dans le cadre du NBC Mystery Movie. Chaque mercredi, la série alternait alors avec Madigan et Cool Million, qui jouaient dans la même catégorie, en format 90 minutes. Le dimanche soir, les enquêteurs étaient également à l’honneur suivant le même modèle, avec notamment Columbo. La case du milieu de semaine a décliné au fil des mois, avant de laisser les enquêteurs du dimanche en solo après la saison suivante[6].
- George Peppard a refusé de tourner une saison 3 étant en plein divorce de l'actrice Elizabeth Ashley, pour l'empêcher de percevoir une plus grande part de ses revenus[5].
- Dans le pilote, on fait connaissance avec Carlie Kirkland (Christine Belford). Elle ne revient que dans la saison 2, figurant au générique de début[4].
- Sur les 17 épisodes, 16 épisodes ont été diffusés en France. L'épisode Rocket to Oblivion de la saison 2 est inédit en France mais disponible en VOSTFr dans le coffret DVD saison 2.
- Dans les épisodes, George Peppard fume le cigare et porte des gants noirs, comme dans son autre série ; L'Agence tous risques.
- En France, la diffusion a commencé le 4 janvier 1974 sur la première chaîne de l'ORTF avec le pilote (amputé de 20 minutes) et six épisodes de la saison 1[7]. Il faudra attendre les années 1990 pour voir le reste de la saison 1 et sept des huit épisodes de la saison 2.

## Thèmes et contexte
On retrouve dans cette série un peu de l'esprit de l'Amérique contestataire dénonçant les travers du capitalisme américain. La série a été comparée au film L'Affaire Thomas Crown au niveau de l'inspiration pour la création du personnage.
Le douzième épisode de la saison 29 des Simpsons présente une parodie de cette série avec le héros "Manacheck" qui ressemble énormément à Banacek.

## DVD
Chez l'éditeur Elephant Films (image remasterisée) :
- Coffret saison 1 en 5 DVD le 23 février 2015 ;
- Coffret saison 2 en 4 DVD le 27 mai 2015 (l'épisode inédit en France Rocket to Oblivion en VO sous titrée français) ;
- Coffret intégrale saison 1 et 2 en 9 DVD le 5 octobre 2015.